# 닌프억현
닌프억현(베트남어: Huyện Ninh Phước / 縣寧福)은 베트남 남중부 지방 닌투언성의 현이다.

## 행정 구역
닌프억현은 1시진, 8사를 관할하고 있다.

### 시진
- 프억던 시진 (Thị trấn Phước Dân, 福民市鎭)

### 사
- 안하이 사 (Xã An Hải, 安海社)
- 프억하이 사 (Xã Phước Hải, 福海社)
- 프억허우 사 (Xã Phước Hậu, 福厚社)
- 프억흐우 사 (Xã Phước Hữu, 福有社)
- 프억선 사 (Xã Phước Sơn, 福山社)
- 프억타이 사 (Xã Phước Thái, 福泰社)
- 프억투언 사 (Xã Phước Thuận, 福順社)
- 프억빈 사 (Xã Phước Vinh, 福榮社)